# ماريا برينك
ماريا برينك (بالإنجليزية: Maria Brink)‏ هي عازفة بيانو ومغنية ومغنية مؤلفة وملحنة أمريكية، ولدت في 17 ديسمبر 1977 في سكنيكتادي في الولايات المتحدة.

## وصلات خارجية
- الموقع الرسمي
- ماريا برينك على موقع IMDb (الإنجليزية)
- ماريا برينك على موقع ميوزك برينز (الإنجليزية)
- ماريا برينك على موقع ديسكوغز (الإنجليزية)
- ماريا برينك على موقع قاعدة بيانات الفيلم (الإنجليزية)
- ماريا برينك على موقع كينوبويسك (الروسية)